# Sebastián Calleja
Sebastián Mariano Calleja (Buenos Aires, Argentina, 2 de febrero de 1979) es un exfutbolista hispanoargentino. Jugaba como centrocampista.

## Trayectoria
Calleja comenzó su carrera en Argentinos Juniors, pero pronto fue cedido al Real Club Deportivo Mallorca "B" de España. En 2001 se mudó a la ciudad de Conversano (Italia), para incorporarse a Associazione Sportiva Bari por un semestre. Posteriormente se trasladó a Eslovenia, donde jugó en el NK Olimpija Ljubljana, obteniendo el subcampeonato de la Prva SNL y participando en la UEFA Europa League de 2001/02, en la que su club llegó a la segunda fase. En 2003 viajó rumbo a la ciudad de Manizales (Colombia) para ser parte del equipo cafetero Once Caldas S. A. donde conseguiría el título de Liga Postobon de forma invicta y la Copa Libertadores de América. Debido a conflictos con el cuerpo técnico Calleja emigró a Chile para lucir la casaca de Club de Deportes La Serena. En 2005 se trasladó a Malasia, donde jugó en el Johor Bahru F. C. y en 2006 jugó para el Hispano Fútbol Club de Honduras, firmando un contrato de dos años. Problemas judiciales con dicha institución, llevaron a Calleja a finalizar su carrera futbolística.

## Galería

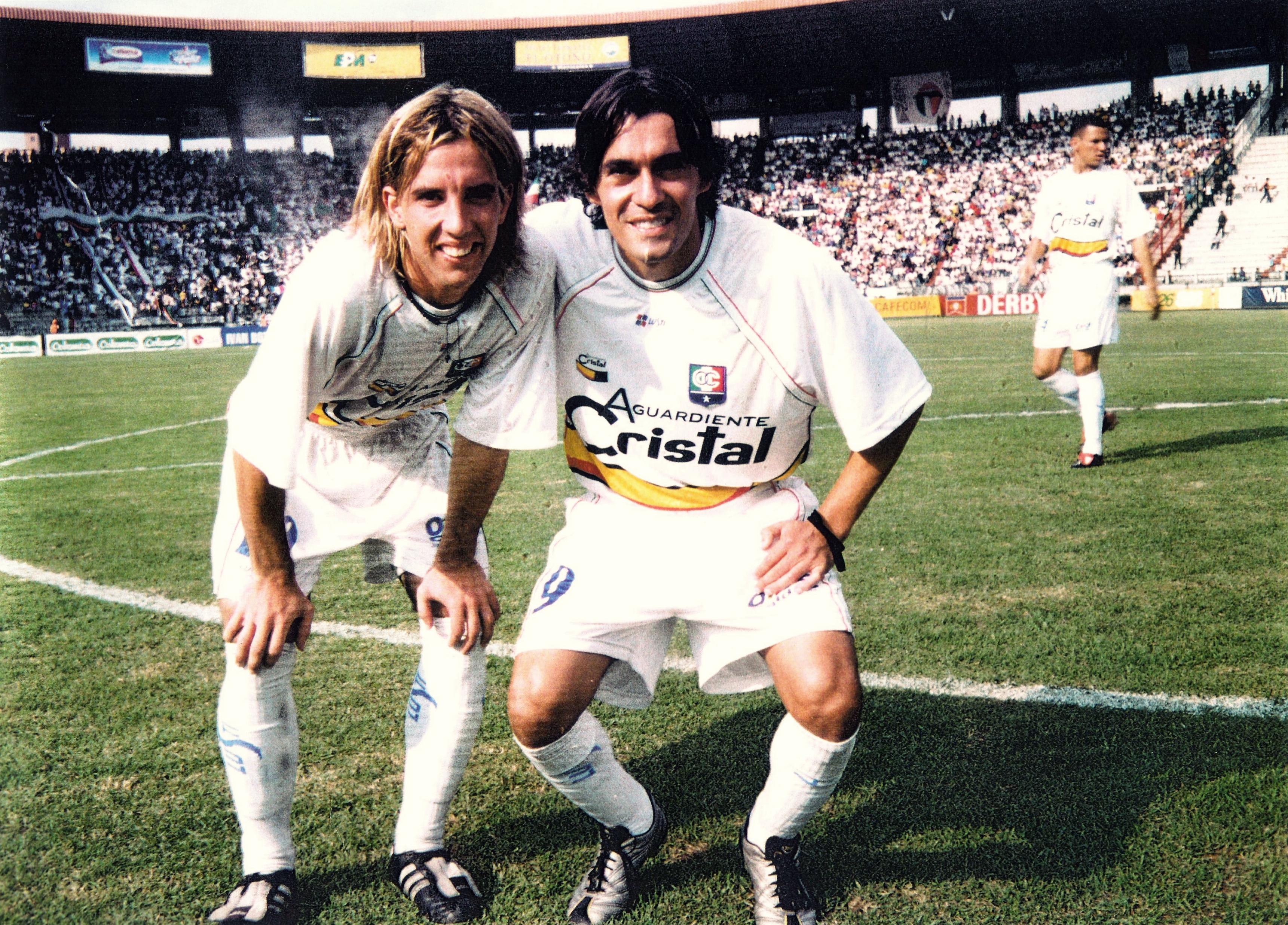
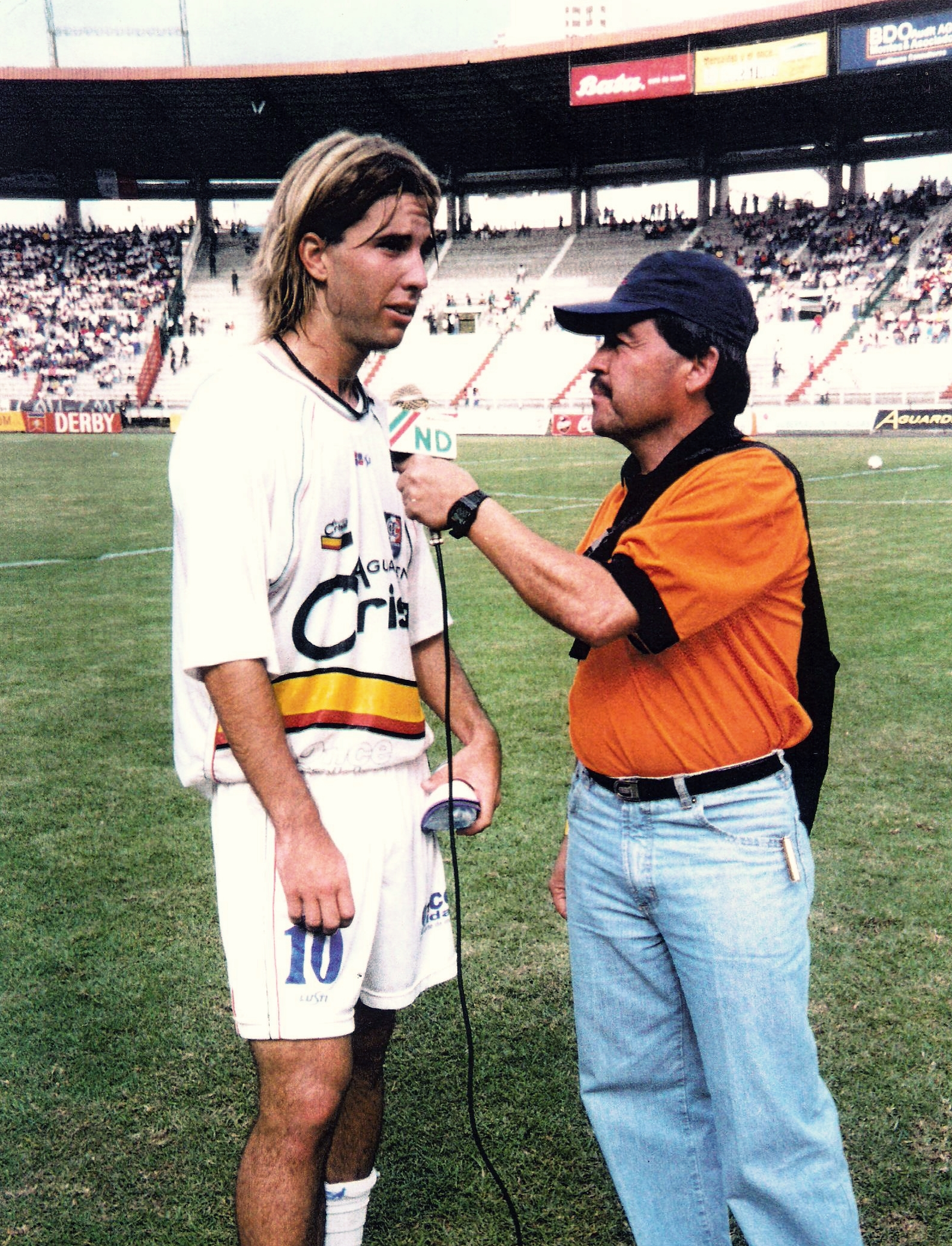
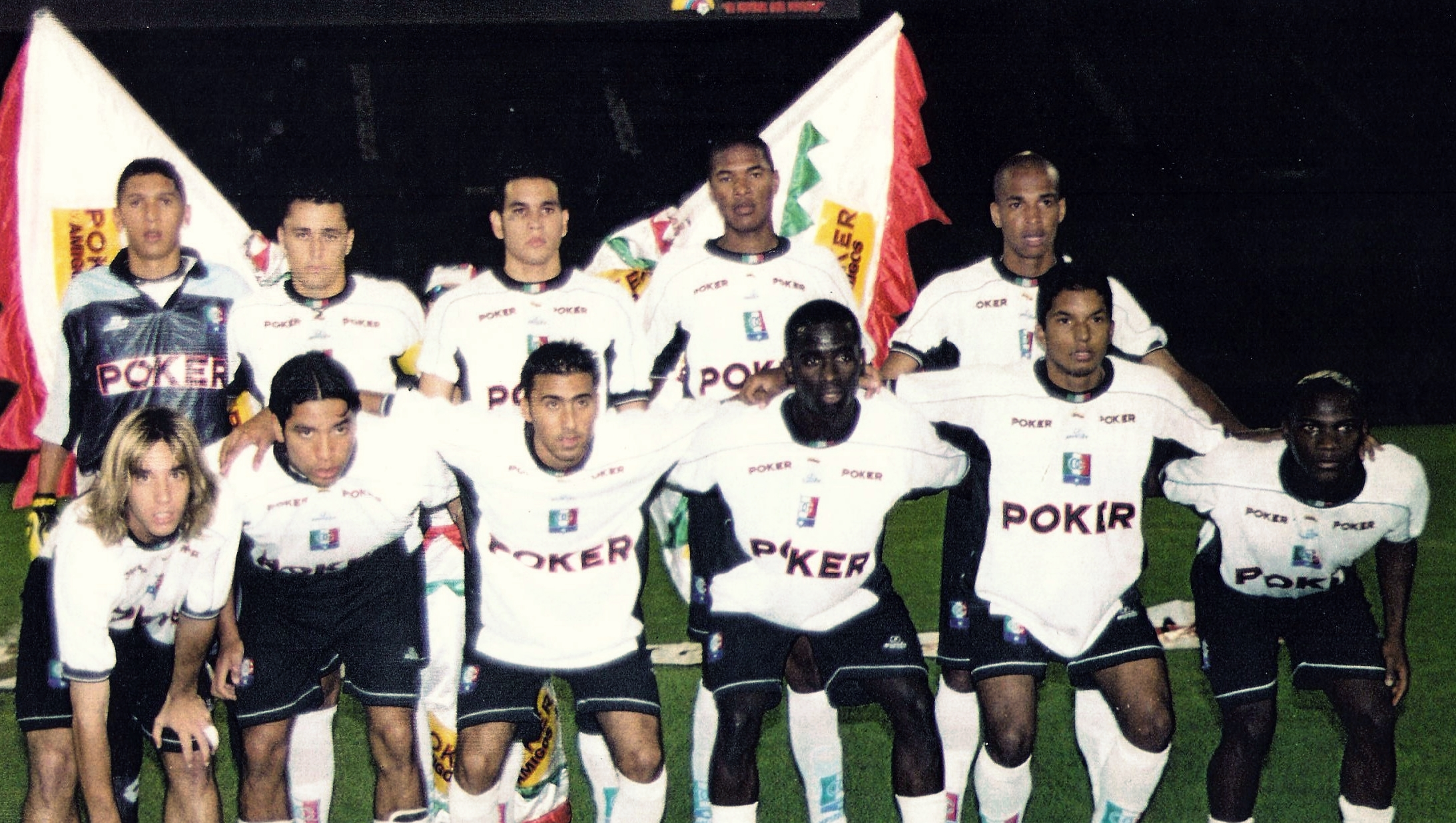
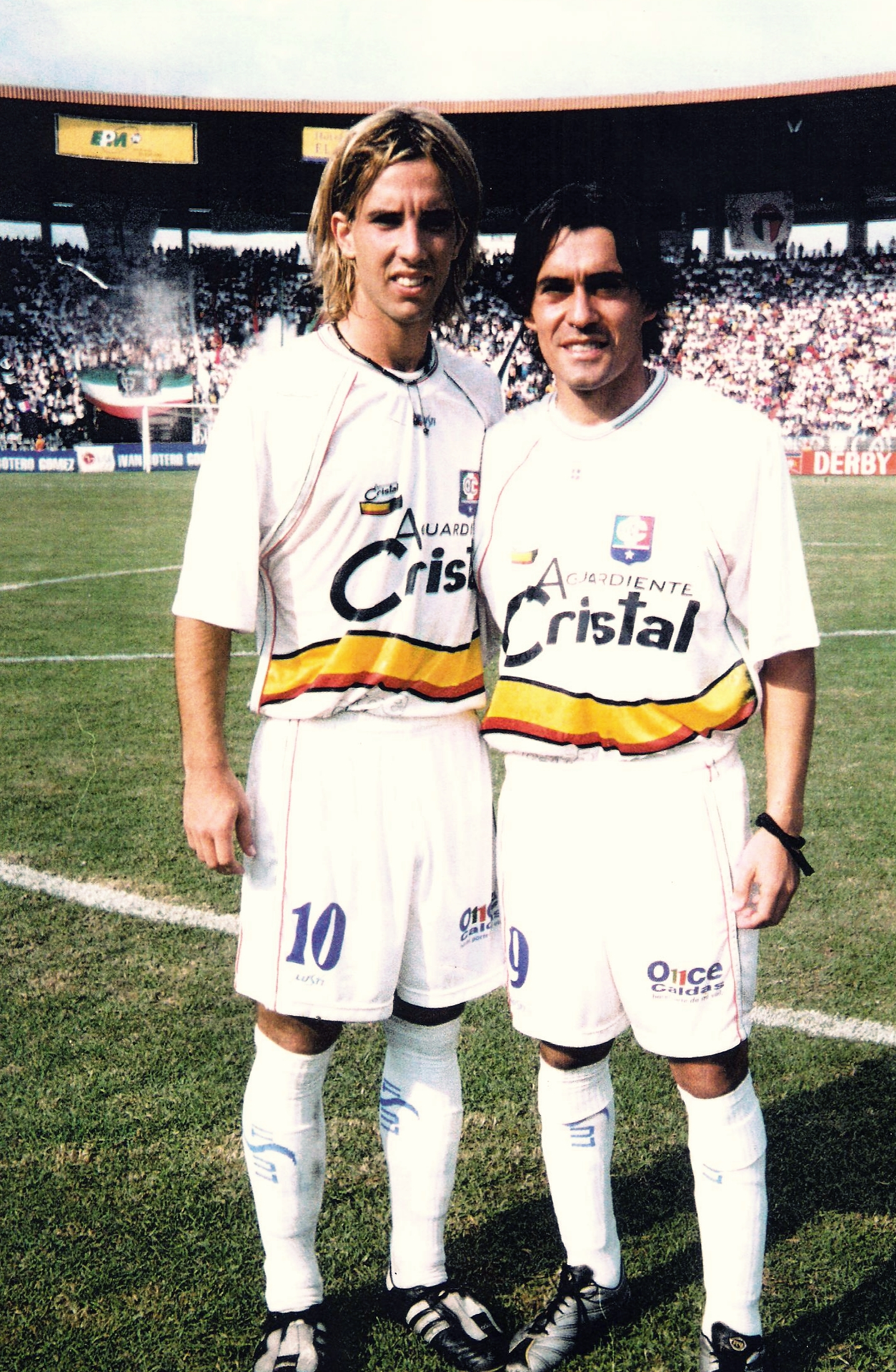
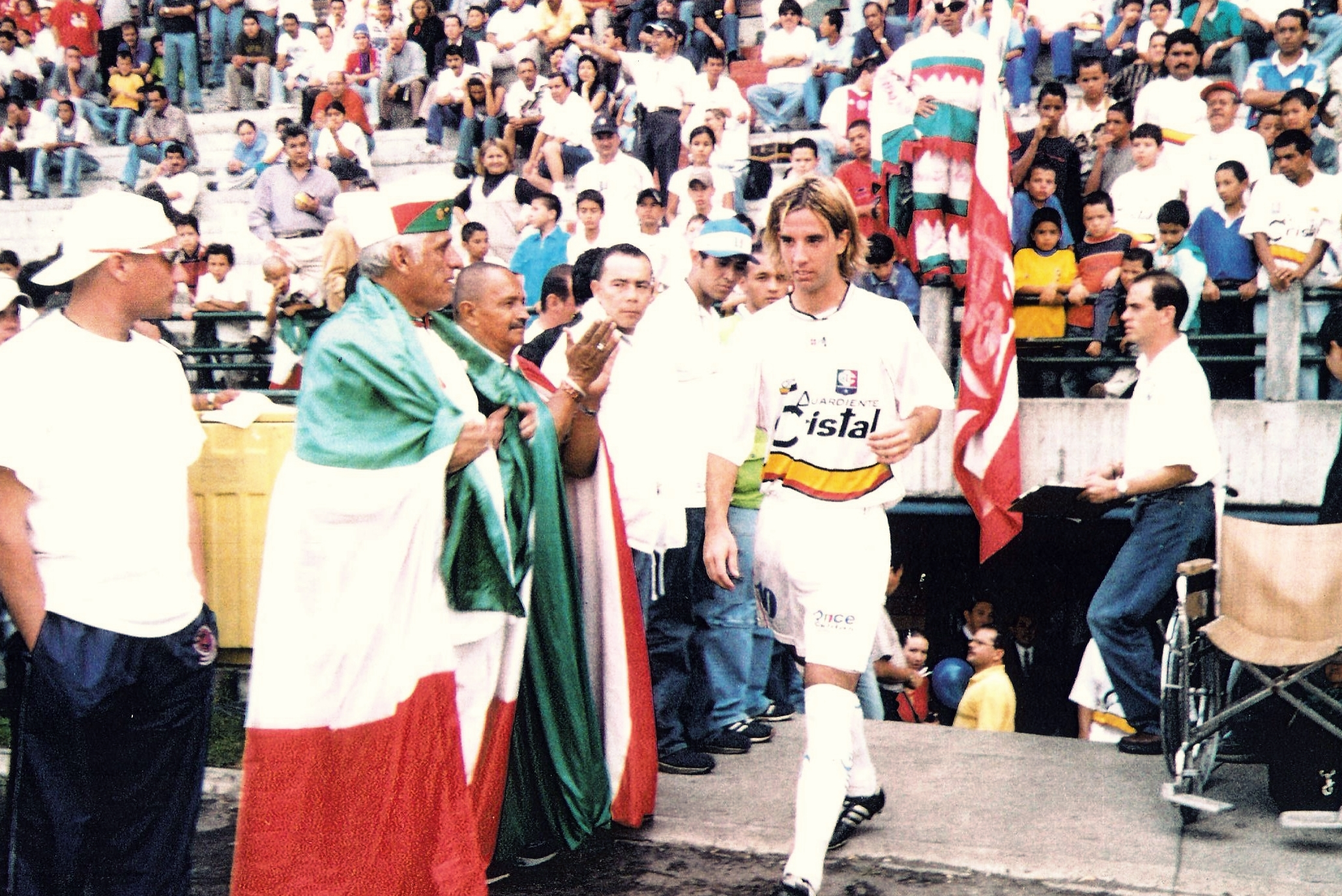
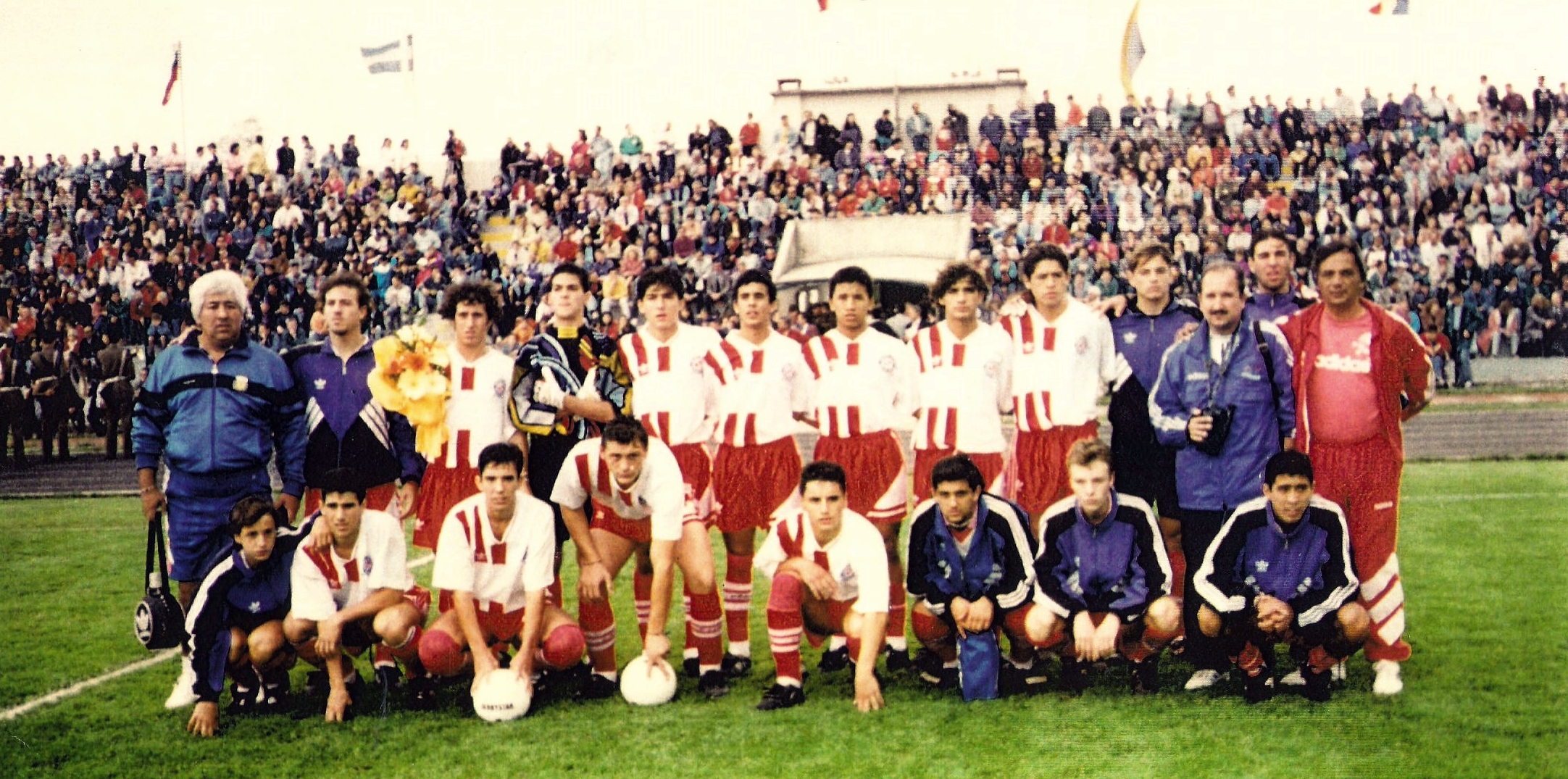
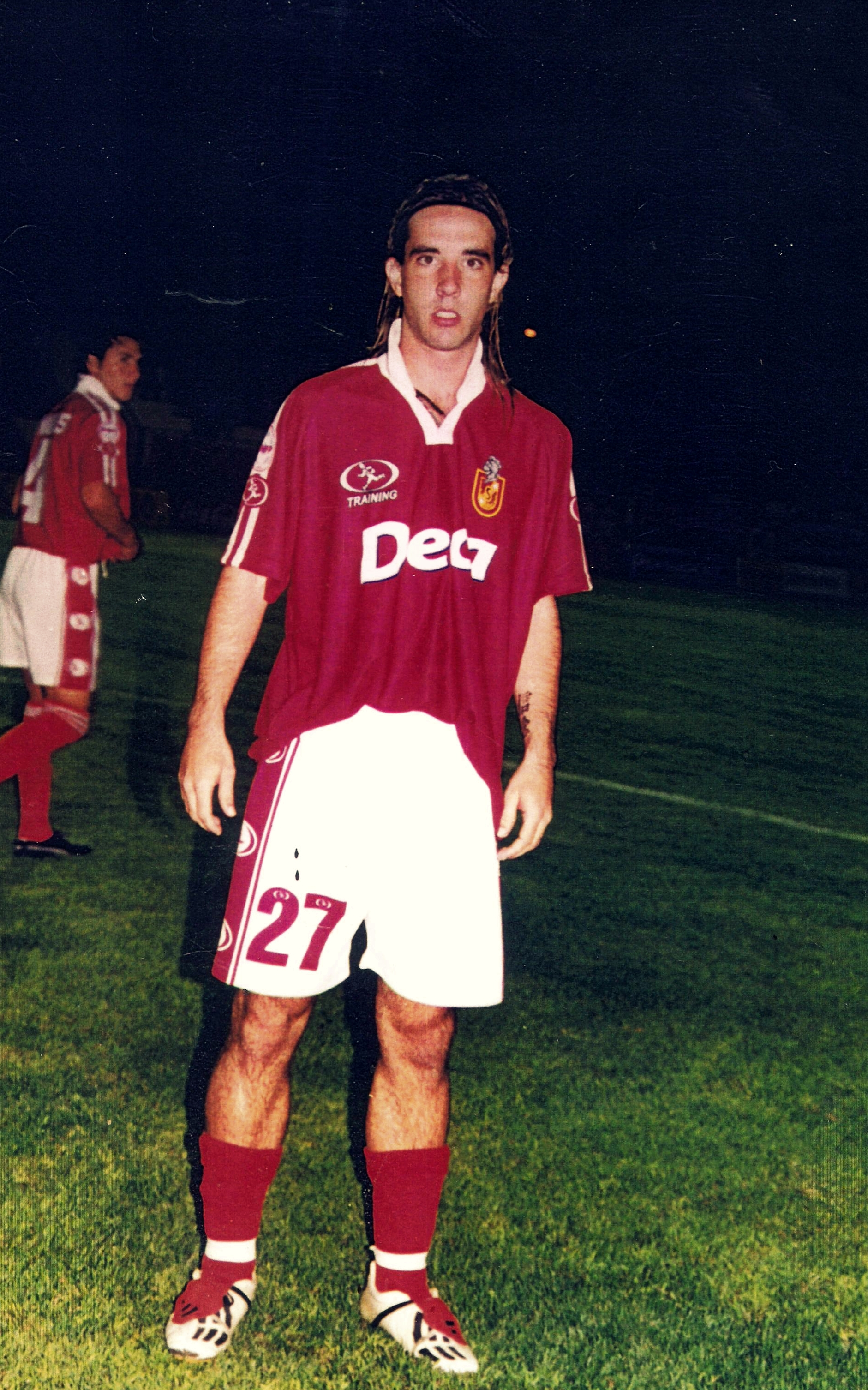